# Maeonius

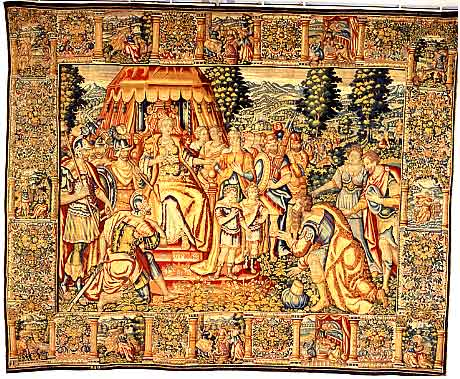
Zenobia verurteilt Maeonius, den Mörder ihres Gatten Odaenathus, zum Tode, Ende 16. Jahrhundert, Brüssel

Maeonius (auch Maconius; † 267 in Herakleia Pontike oder [weniger wahrscheinlich] in Emesa) war angeblich für kurze Zeit ein römischer Usurpator in Syrien.
Nach (dem Jahrhunderte nach den Ereignissen schreibenden) Johannes Zonaras war Maeonius der Neffe, nach der Historia Augusta der Vetter des Odaenathus, der nach der Niederlage Valerians gegen die Perser über die römischen Orientprovinzen herrschte. Er wird zu den Dreißig Tyrannen gezählt, von denen eine ganze Anzahl jedoch frei erfunden sind. Da die Historia Augusta allgemein als wenig zuverlässig gilt (besonders in Bezug auf die Ereignisse während der sogenannten Reichskrise des 3. Jahrhunderts), wird in der Forschung die Glaubwürdigkeit der Angaben über Maeonius als sehr niedrig eingeschätzt. Vielleicht war dem anonymen Autor der Historia Augusta der Name Maeonius, sollte er eine historische Person sein, geläufig. Alle anderen Angaben sind aber wohl als Fiktion anzusehen.
Nach der Historia Augusta tötete Maeonius den Odaenathus und dessen Sohn Herodianus bei einem Festbankett. Der Mord soll von Zenobia, der Frau des Odaenathus, angestiftet worden sein, um ihrem eigenen Sohn Vaballathus die Nachfolge zu sichern (Herodianus war der Sohn einer anderen Frau). Zonaras berichtet, dass Maeonius unmittelbar nach dem Mord an Odaenathus von dessen Leibwächtern getötet wurde. Der Historia Augusta zufolge rief sich Maeonius selbst zum Kaiser aus, bevor ihn Zenobia beseitigte, um selbst an die Macht zu kommen. Diese Angaben sind aber wie gesagt nur mit größter Vorsicht zu behandeln.